# Yngve Berger
Yngve Berger, född 16 juni 1934, död 10 juli 2018, var en svensk barn- och ungdomsförfattare. Han har skrivit bland annat Förändringen (1979 - ISBN 9172701897) och Skammen (1981 - ISBN 9789172702554).